# 稼轩乡
稼轩乡，是中华人民共和国江西省上饶市铅山县下辖的一个乡镇级行政单位，因辛弃疾晚年定居于此而得名。

## 行政区划
稼轩乡下辖以下地区：
八都村、马鞍山村、山头村、岩前村、湖村畈村、西洋村、轸源村和雄田村。